# ペガスス座LL星
ペガスス座LL星（ペガススざLLせい、LL Pegasi、LL Peg）は、太陽系から見てペガスス座の方向約4,240光年にある連星系で変光星。周囲をIRAS 23166+1655と呼ばれる渦巻き状の原始惑星状星雲に覆われているため可視光では観測できず、赤外線でのみ観測できる。変光星としてはミラ型変光星 (M) に分類される脈動変光星で、赤外線波長（Kバンド）では696日の周期で9.64-11.60等の振幅で変光することが観測されている。

## 物理的特徴

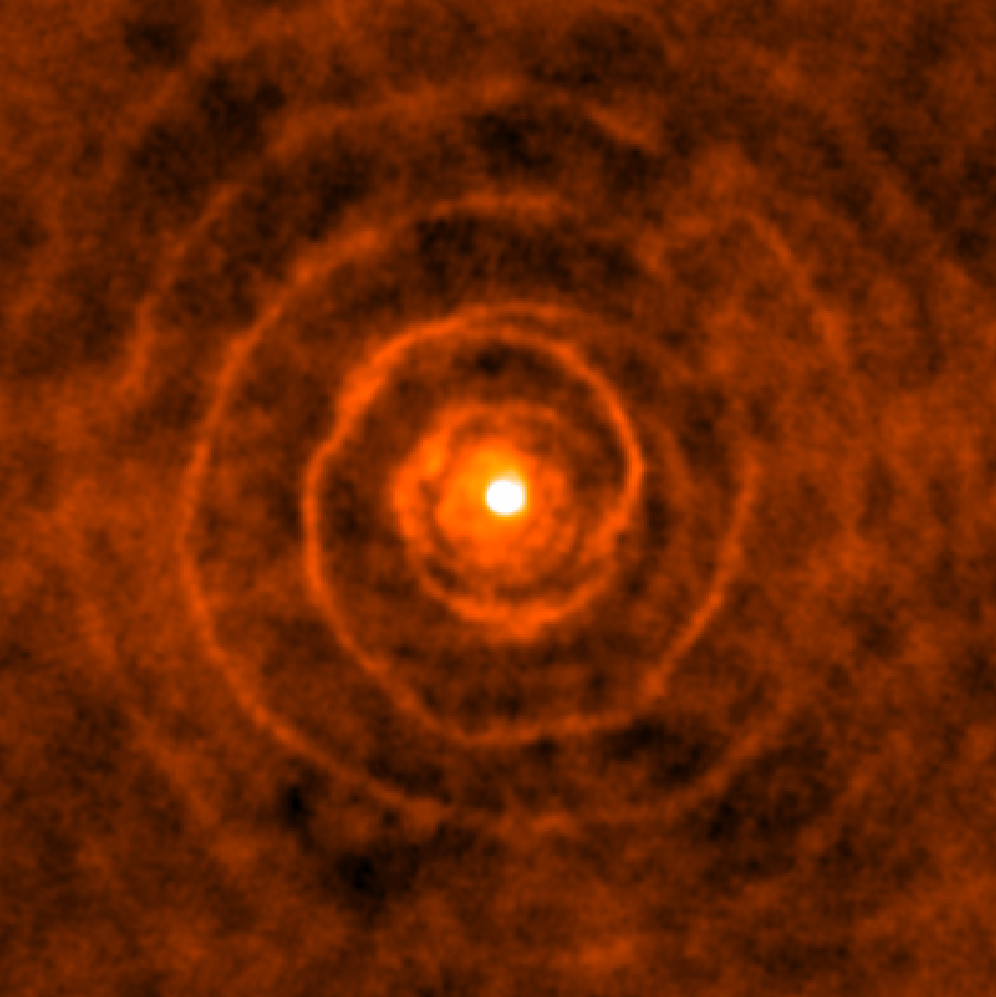
2017年にALMAが捉えたペガスス座LL星

ペガスス座LL星は、星間空間にガスや塵を放出している炭素星とその伴星からなる連星系である。主星は、漸近巨星分枝の段階を終えた「post-AGB star」と呼ばれる進化の段階にあり、核融合を終えて物質を放出し尽くした後は惑星状星雲中心星 (CSPNe, center stars of planetary nebulae) を経て白色矮星となる。連星を取り巻く原始惑星状星雲に見られる鮮やかな渦巻きは、主星と伴星が互いに周回していることによって生じると考えられている。渦巻きの各層の間隔は、約800年と推定される連星の公転周期をそのまま反映している。